# Scharfe Täuschung
Scharfe Täuschung (Originaltitel: Deceiver bzw. Liar) ist ein US-amerikanischer Kriminalfilm mit Chris Penn, Tim Roth und Renée Zellweger aus dem Jahr 1997. Die Regie führten Jonas Pate und Josh Pate, die ebenfalls Autoren des Drehbuchs sind.

## Handlung
Die zwei Hälften des Körpers der ermordeten Prostituierten Elizabeth werden an zwei mehrere Meilen voneinander entfernt liegenden Orten in Charleston im US-Bundesstaat South Carolina gefunden. Die Polizisten Edward Kennesaw und Phillip Braxton leiten die Ermittlungen. Der Unternehmersohn James Walter Wayland, dessen Telefonnummer bei der Toten gefunden wurde, ist der einzige Zeuge. Bei den Befragungen gibt Wayland zu, die Tote in besagter Nacht im Park getroffen zu haben, will sie jedoch danach nie wieder gesehen haben.
Der überaus intelligente und durch sein Psychologiestudium gut ausgebildete Wayland, der unter Temporallappenepilepsie leidet, leitet die Ermittler auf falsche Spuren. Nachdem er bereits in den ersten Vernehmungen unter Drogeneinfluss die Lügendetektortests manipulieren konnte, zeigt er nach drei Tagen der Vernehmung eine Videokassette, auf der Edward Kennesaw und Elizabeth zusammen zu sehen sind. Kennesaw zwingt die Prostituierte dazu, seine Ehefrau zu spielen.
Mit dieser Videokassette konfrontiert, willigt Detective Edward Kennesaw ein, sich selbst einem Lügendetektortest zu unterziehen, welcher zweideutige Ergebnisse liefert. Kennesaw verneint ruhig die Frage, ob er der Mörder von Elizabeth sei. Er wird unruhig, als Wayland ihn fragt, ob Kennesaw seine Ehefrau ermordet habe. Doch seine Ehefrau lebt.
Kennesaw setzt daraufhin Wayland unter Druck, bis dieser zugibt, die ermordete Elizabeth gefunden und zerstückelt zu haben, um den Verdacht von sich zu lenken. Einen Mord streitet er nach wie vor ab. Kurz darauf bricht er ohnmächtig zusammen, nachdem er zwei Pillen zur Provokation einer Ohnmacht geschluckt hat; sein Tod wird fälschlicherweise festgestellt.
Ein Jahr später erscheint der lebende Wayland in einem Park und spricht eine Frau an.

## Hintergrund
Der Film wurde in Charleston im US-Bundesstaat South Carolina gedreht. Er feierte seine Filmpremiere bei den Internationalen Filmfestspielen von Venedig am 31. August 1997. In den USA war er erstmals am 30. Januar 1998 zu sehen. In Deutschland lief er am 6. August 1998 an, in der Schweiz einen Tag später. Am Eröffnungswochenende spielte der Film in den USA mit 211 Kopien etwa 280.000 US-Dollar ein. Insgesamt konnten in den USA Einnahmen in Höhe von rund 572.000 US-Dollar verbucht werden. An den deutschen Kinokassen wurden knapp 13.800 Zuschauer gezählt.

## Kritik
James Berardinelli bezeichnete den Film auf ReelViews als klaustrophobisch und verglich ihn mit den Werken von David Mamet.
Roger Ebert verglich den Film in der Chicago Sun-Times vom 30. Januar 1998 mit dem Thriller Die üblichen Verdächtigen und mit den Filmen von Quentin Tarantino.
Felix Seifert von Schnitt.de lobt die drei Hauptdarsteller, kritisiert zugleich jedoch die beiden Regisseure: „Der zweite Film der Pate-Brüder (nach ihrem Debüt »The Grave«) wird streckenweise Opfer seiner eigenen Ambitionen: Zu viele – zweifelsohne gute – Ideen und Handlungsstränge werden in die 100 Minuten gepreßt. […] Die Ideen werden zwar atmosphärisch großartig eingeführt […], jedoch selten zu einem integralen Ende gebracht. So wird das Verwirrspiel Waylands um Lüge und Wahrheit auch zum Verwirrspiel für den Zuschauer. […] Ansonsten macht »Liar« Spaß und läßt für die Zukunft der Pates hoffen.“

## Auszeichnungen
Jonas Pate und Josh Pate gewannen 1997 für das Drehbuch einen Preis des Stockholms Internationella Film Festival, den ebenfalls Bill Butler für die Kameraarbeit gewann. Jonas Pate und Josh Pate gewannen außerdem den Sonderpreis der Jury des Festival du Film Policier de Cognac.